# Lepricornis
Lepricornis is een geslacht van vlinders van de familie prachtvlinders (Riodinidae), uit de onderfamilie Riodininae.

## Soorten
- L. atricolor Butler, 1871
- L. bicolor Godman & Salvin, 1886
- L. incerta (Staudinger, 1888)
- L. melanchroia Felder, 1865
- L. ochracea Stichel, 1910
- L. radiosa Zikán, 1952
- L. strigosa (Staudinger, 1876)
- L. teras Stichel, 1910